# File supportati da Apache OpenOffice

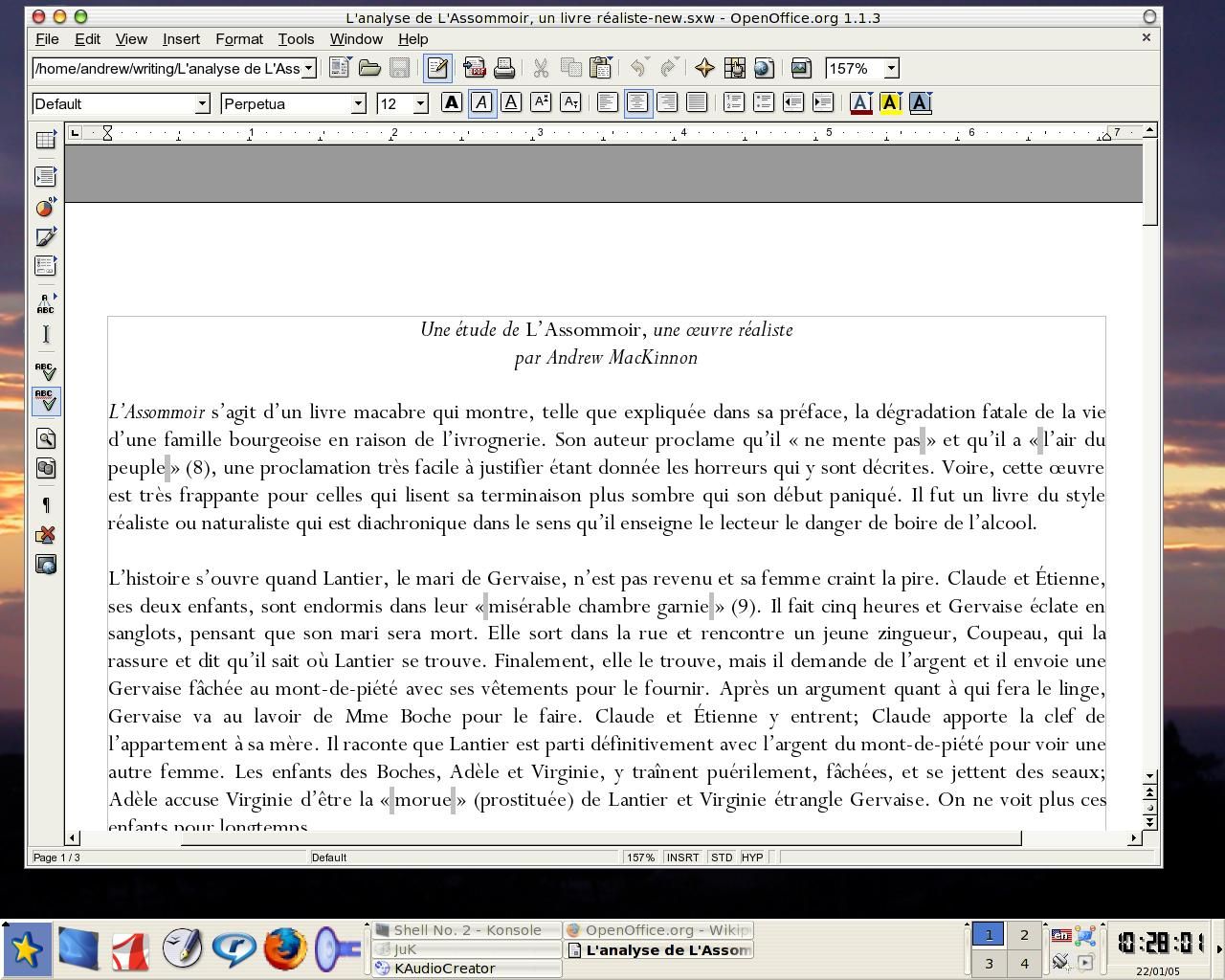
Un file sxw visualizzato su OpenOffice 1.1.3

Apache OpenOffice supporta numerosi tipologie di file. Utilizza nativamente il formato aperto ODF, riconosciuto dagli standard ISO.
La suite è compatibile con i file generati da Microsoft Office sebbene non supporti pienamente le macro VBA. Dalla versione 3.0 OpenOffice inoltre supporta l'OOXML, altro standard ISO, sviluppato dalla Microsoft.
La seguente è una lista di formati supportati da Apache OpenOffice.

## Testi
- doc - Documento Microsoft Word 5/6.0/95/97/2000/Xp
- docx - Documento Microsoft Word 2007[1]
- dot - Modello di Documento Microsoft Word 95/97/2000/Xp
- htm/html - Documento HTML
- hwp - Documento Hangul WP 97
- jtd - Documento Ichitaro 8/9/10/11
- jtt - Modello di Documento Ichitaro 8/9/10/11
- odt - Testo OpenDocument[2]
- oth - Modello di Documento HTML[3]
- ott - Modello di testo OpenDocument[4]
- pdb - AportisDoc - Palm
- psw - Pocket Word
- rtf - Rich Text Format
- sdw - Documento StarWriter 1.0 - 2.0 - 3.0 - 5.0
- stw - Modello di Documento OpenOffice 1.0
- sxw - Documento di Testo OpenOffice 1.0
- txt - Testo
- vor - Modello di StarWriter 3.0 - 4.0 - 5.0
- wpd - Documento WordPerfect
- wps - WPS 2000[5] / Microsoft Office 1.0
- xml - DocBook / Microsoft Word 2003 XML

## Fogli di calcolo
- csv - Testo CSV
- dbf - dBase
- dif - Data Interchange Format
- htm/html - Documento HTML di OpenOffice Calc
- lwp - Documento IBM Lotus Word Pro
- ods - Foglio elettronico OpenDocument[6]
- ots - Modello di Foglio elettronico OpenDocument[7]
- pxl - Pocket Excel
- rtf - Rich Text Format di OpenOffice Calc
- sdc - StarCalc 1.0 - 3.0 - 5.0
- slk - SYLK
- stc - Modello di Foglio elettronico OpenOffice 1.0
- sxc - Foglio elettronico OpenOffice 1.0
- vor - Modello di StarCalc 3.0 - 5.0
- wk1/wks/123 - Lotus 1-2-3
- xls/xlw - Microsoft Excel 4.x/5.0/95/97/2000/XP
- xlsx - Microsoft Excel 2007[1]
- xlt - Modello di Microsoft Excel 4.x/5.0/95/97/2000/XP
- xml - Microsoft Excel 2003 XML

## Presentazioni
- cgm - Computer Graphics Metafile
- odg - Disegno OpenDocument[8]
- odp - Presentazione OpenDocument[9]
- otp - Modello di Presentazione OpenDocument[10]
- pot - Modello di Microsoft PowerPoint 97/2000/XP
- ppt/pps - Microsoft PowerPoint 97/2000/XP
- pptx - Microsoft PowerPoint 2007[1]
- sda/sdd - StarDraw 3.0 / 5.0
- sdd/sdp - StarImpress 4.0 / 5.0
- sti - Modello di Presentazione OpenOffice 1.0
- sxi - Presentazione OpenOffice 1.0
- vor - Modello StarImpress 4.0 / 5.0

## Galleria d'immagini
- bmp - Windows-Os/2 Bitmap
- dxf - AutoCAD Interchange Format
- emf - Enhanced Windows Metafile
- eps - Encapsulated PostScript
- gif - Graphics Interchange Format
- jpg/jpeg/jfif/jif/jpe - Joint Photographic Experts Group
- met - Os/2 Metafile
- odg - Disegno OpenDocument[8]
- otg - Modello di Disegno OpenDocument[11]
- pbm - Portable Bitmap
- pcd - Kodak Photo CD 768 × 512 - 192 × 128 - 384 × 256
- pct - Mac Pict
- pcx - Zsoft Paintbrush
- pgm - Portable Graymap
- png - Portable Network Graphics
- ppm - Portable Pixelmap
- psd - Adobe Photoshop
- ras - Sun Raster Image
- sda/sdd - StarDraw 3.0 / 5.0
- sgf - Formato grafico di StarWriter
- sgv - Stardraw 2.0
- std - Modello di Disegno OpenOffice 1.0
- svm - StarView Metafile
- sxd - Disegno OpenOffice 1.0
- tga - Truevision Targa
- tiff - Tagged Image File Format
- vor - Modello di StarDraw 3.0 / 5.0
- wmf - Windows Metafile
- xbm - X Bitmap
- xpm - X Pixmap

## Altro
- mml - MathML 1.01
- odb - Database OpenDocument[12]
- odf - Formula OpenDocument[13]
- odm - Documento Master OpenDocument[14]
- sgl - Documento Master Starwriter 4.0 / 5.0
- smf - StarMath 2.0 - 5.0
- sxg - Documento Master OpenOffice 1.0
- sxm - Formula OpenOffice 1.0